# Hermann Wilhelm Bödeker

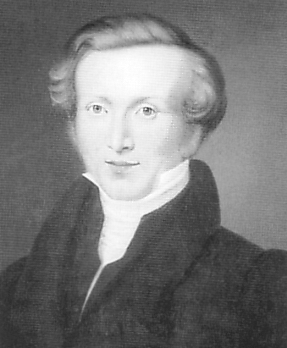
Hermann Wilhelm Bödeker um 1830

Hermann Wilhelm Bödeker (* 15. Mai 1799 in Osnabrück; † 5. Januar 1875 in Hannover) war ein evangelischer Pastor in Hannover, der vor allem durch seine gemeinnützige Arbeit bekannt wurde.

## Leben
Als Sohn eines Lehrers in Osnabrück geboren, studierte Bödeker 1817–23 Theologie an der Universität Göttingen und amtierte seit 1825 als zweiter, seit 1839 als erster Pastor an der Marktkirche in Hannover. 1851 wurde er Senior des geistlichen Stadtministeriums (entspricht dem heutigen Stadtsuperintendenten). Bödeker gilt in Hannover als „einer der populärsten Seelsorger, Prediger und Wohltäter der Stadt“. Er begründete zahlreiche soziale Stiftungen und karitative Vereine, so auch die Kinderheilanstalt Hannover in der Ellernstraße (heute: Kinderkrankenhaus auf der Bult), das „Asyl für unbemittelte alternde Jungfrauen des Mittelstandes“, das spätere Schwesternhaus oder die so genannte Bödekerkrippe, einen Kinderkrippen-Verein.

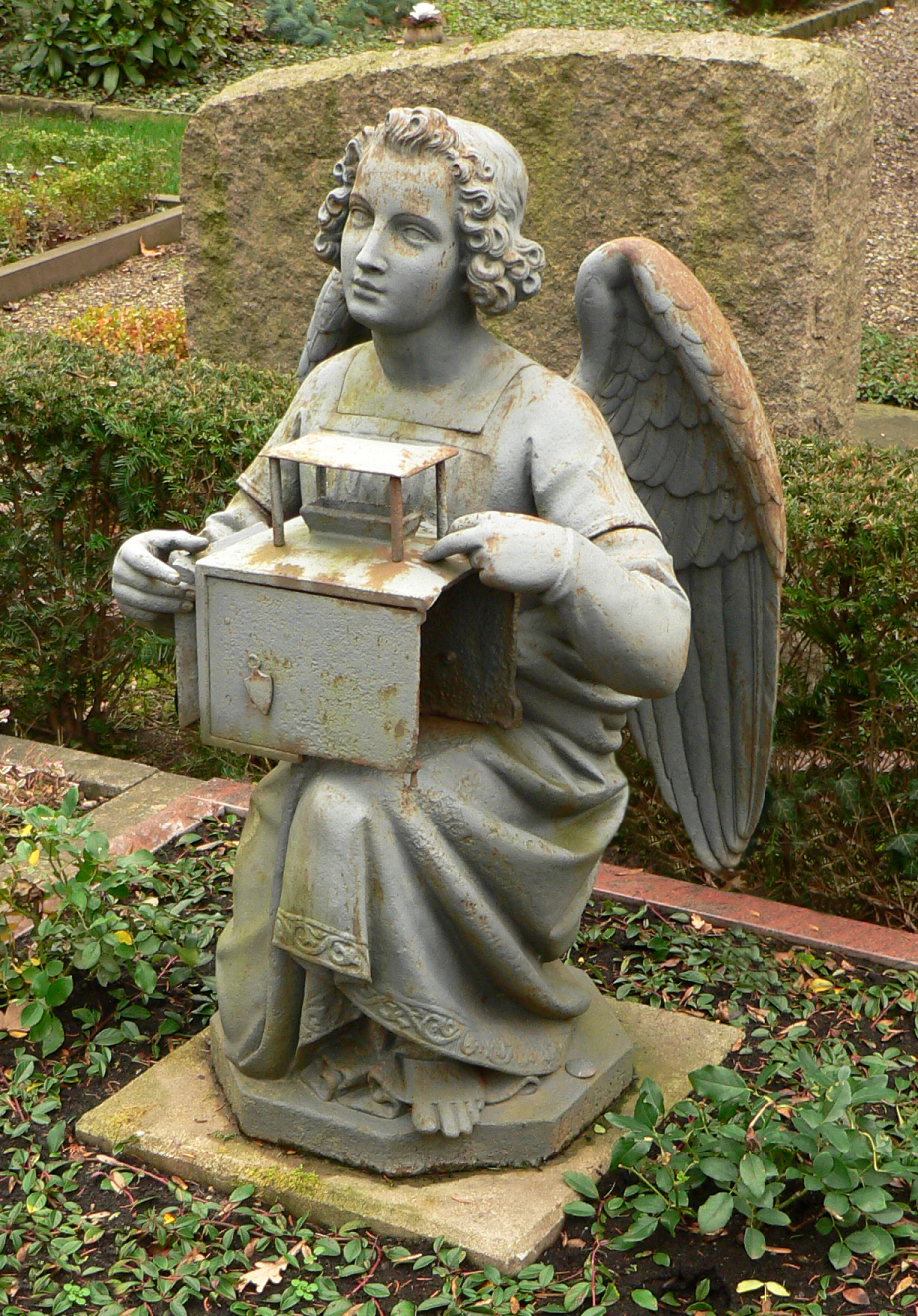
2013 wiederentdeckt: Einer der 1854 von Georg Hurtzig entworfenen Bödekerengel, hier auf dem Kirchröder Friedhof

Bödeker hatte großes Talent, Spenden für wohltätige Zwecke zu sammeln. Dazu gründete er etwa den Norddeutschen Morgenpromenadenbeförderungsverein, eine Runde von Menschen aus unterschiedlichen gesellschaftlichen Schichten, die sich regelmäßig in der Gartenwirtschaft Lister Turm oder im Neuen Haus traf. 1854 ließ Bödeker 15 gusseiserne Bödekerengel anfertigen (Entwurf: Georg Hurtzig, Guss in der Lauterberger Königshütte), die über die Stadt verteilt die Menschen zum Spenden animieren sollten. Drei dieser Engel sind auf den hannoverschen Stadtfriedhöfen in Stöcken, Engesohde und Kirchrode erhalten. Ein vierter Engel steht in der St.-Andreas-Kirche in Bad Lauterberg. Weitere Bödekerengel befanden sich an den Göttinger Stadttoren, zwei davon sind erhalten und finden sich heute im Vorgarten des Städtischen Museums Göttingen.
1848 wurde Bödeker Ehrenbürger Hannovers.
Bödeker agitierte auch gegen Tierquälerei (Broschüre Über Tierquälerei, 1844) und initiierte dadurch die Gründung des Thierschutzvereins der Königlichen Residenzstadt Hannover.
Bödeker war Mitglied des Corps Saxonia Hannover.
Bödeker erhielt den Spitznamen „Reichsfechtmeister“ für seine Fähigkeit, große Spendensummen einzusammeln („fechten“ genannt).

## Ehrungen
- Carl Dopmeyer schuf das Denkmal Bödekers auf der Nordseite des Turms der Marktkirche in Hannover.
- Auch der Gemeindesaal der Marktkirche ist nach Bödeker benannt.
- Das Ehrengrab von Hermann Bödeker findet sich auf dem Stadtfriedhof Engesohde in Hannover, Abteilung 4, Grabnummer 5 a-d.[9]
- Die 1873 im (heutigen) hannoverschen Stadtteil Oststadt angelegte Bödekerstraße ehrt seitdem den Senior und Marktkirchenpastor mit ihrer Namensgebung.[10]

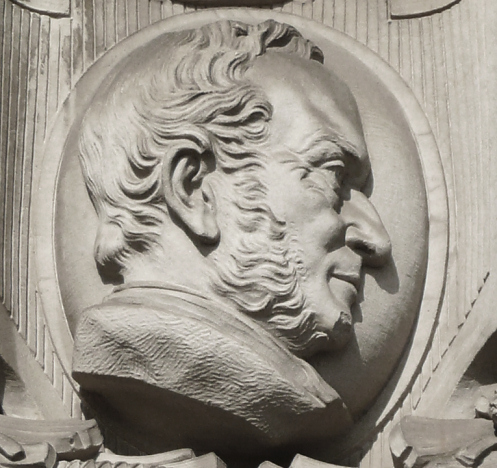
Hermann Wilhelm Bödeker als Porträtmedaillon am Neuen Rathaus Hannover
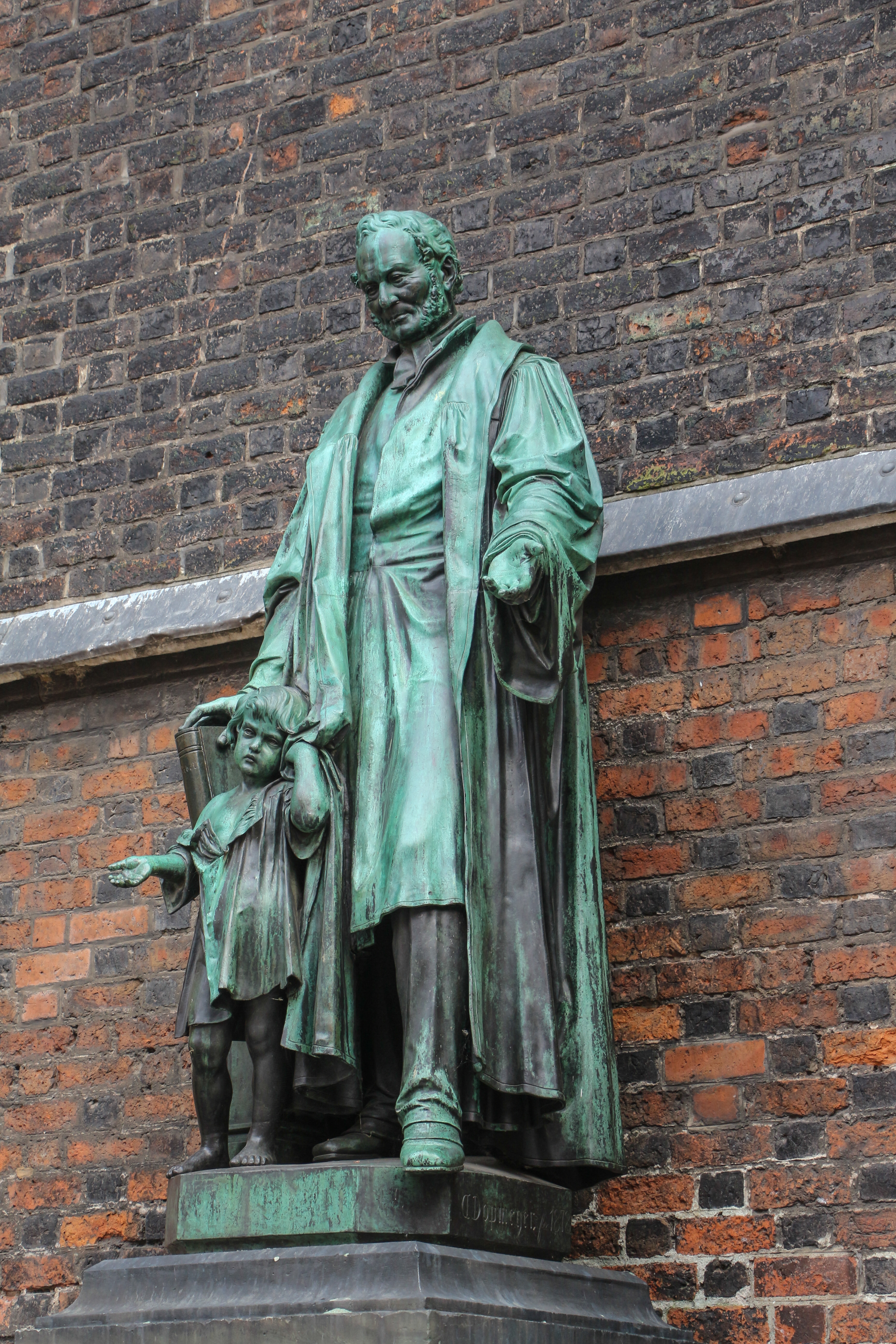
Statue an der Marktkirche Hannover
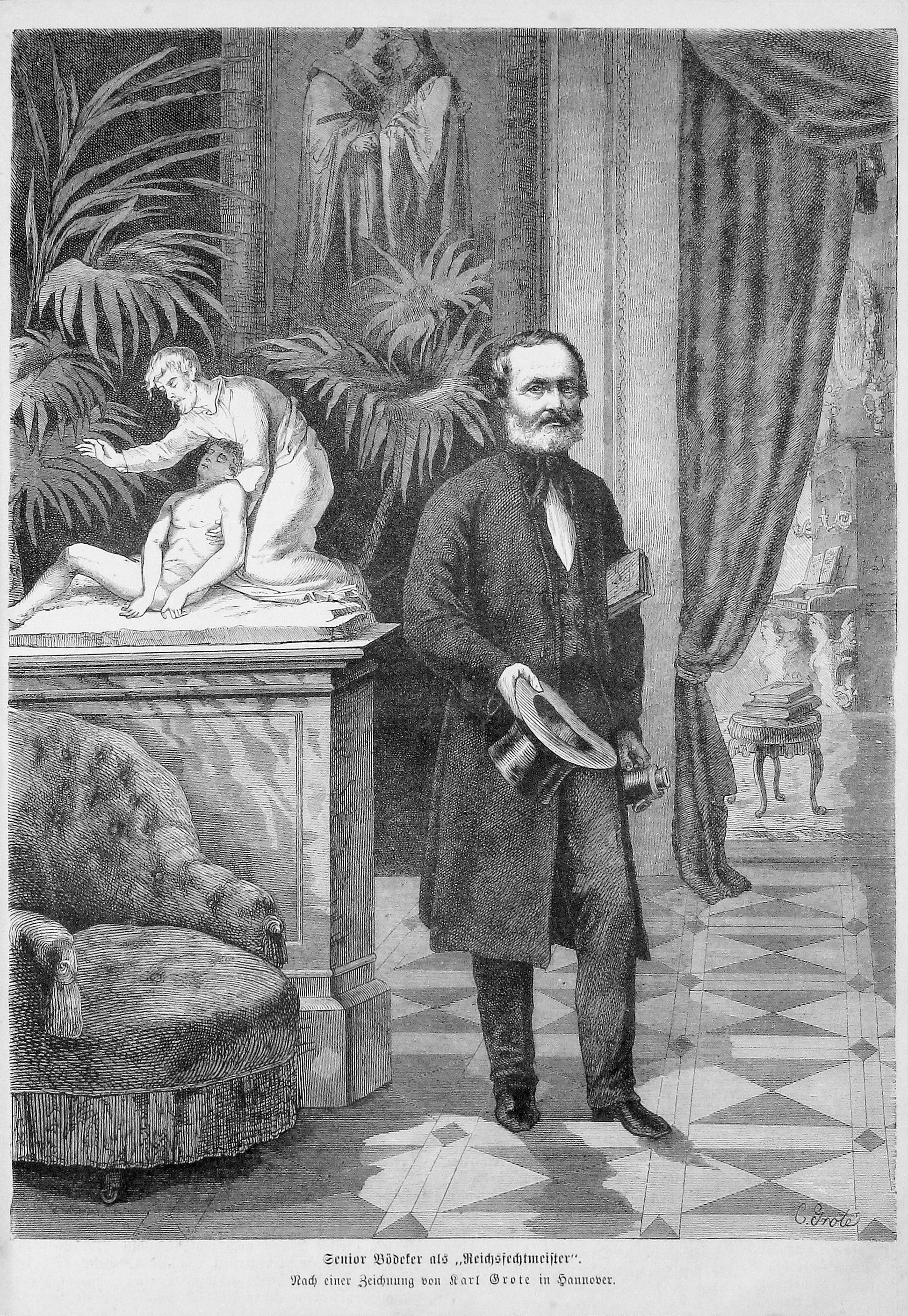
Senior Bödeker als "Reichsfechtmeister" / Nach einer Zeichnung von Carl Grote, in: Die Gartenlaube, 1873
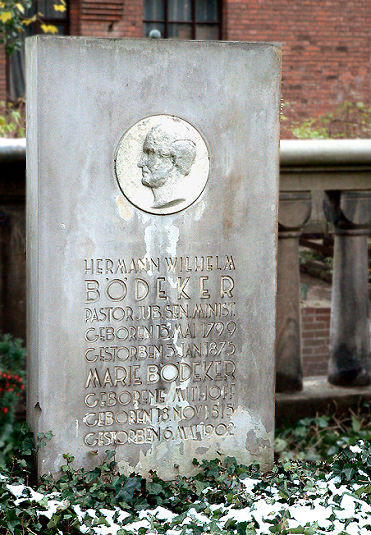
Grabmal auf dem Friedhof Engesohde

## Schriften (Auswahl)
- 50 Dienstjahre bei der Marktgemeine zu Hannover. Eine Denk- und Dankschrift, zugleich Vermächtniß von Hermann Wilhelm Bödeker, past. prim. und Senior minst., Hannover: Hahnsche Hofbuchhandlung, Druck der Hofbuchdruckerei Gebr. Jänecke, 1873
- Die Reformation der Altstadt Hannover im Jahr 1533. Eine Vorbereitungsschrift auf die dritte Gedächtnisfeier des Übertritts unserer Stadt zu der protestantischen Kirche. Nebst Verzeichnis der hier angestellt gewesenen evangelischen Kirchendiener ..., Hannover: Hahnsche Hofbuchhandlung, 1833; Digitalisat über Google-Bücher